# Lappula semiglabra
Lappula semiglabra är en strävbladig växtart som först beskrevs av Ledebour, och fick sitt nu gällande namn av Gürke. Lappula semiglabra ingår i släktet piggfrön, och familjen strävbladiga växter. Utöver nominatformen finns också underarten L. s. heterocaryoides.